# Big L
Lamont Coleman (Harlem, 30 de maio de 1974 — Harlem, 15 de fevereiro de 1999), mais conhecido pelo seu nome artístico Big L, foi um rapper americano, nascido e criado no Harlem, Nova York - Savoy Park Apartments housing projects new york. Coleman iniciou sua carreira com o trio de hip hop, Three the Hard Way. Sua primeira aparição notável veio na participação na canção "Yes You May (Remix)" com Lord Finesse. Coleman lançou seu álbum de estreia, Lifestylez ov da Poor & Dangerous em 1995, que contribuiu significativamente para a cena do hip hop underground. Em 1998, ele fundou a Flamboyant Entertainment, sua própria gravadora independente e de qual ele lançou um de seus singles mais populares, "Ebonics" (1998).
Em 15 de fevereiro de 1999, Coleman foi morto por um assaltante desconhecido em um tiroteio no Harlem. Seu segundo álbum de estúdio, The Big Picture, foi montado pelo empresário de Coleman, Rich King, e lançado póstumamente no ano seguinte, sendo eventualmente certificado ouro pela Recording Industry Association of America (RIAA).

## História
Nascido no bairro afro-americano do Harlem, Big L desde cedo se interessou pela música, especialmente ao estilo do rap e hip hop e tinha como principais influências dentro desse estilo Run-D.M.C., The Cold Crush Brothers e Big Daddy Kane.
Ele despontou o seu talento perto da sua casa, na 104th West 139th Street, onde passava horas treinando ritmos do hip hop com seus amigos.

## Lifestylez ov da Poor & Dangerous
O seu maior sucesso viria em 1995, quando gravou seu álbum de estreia Lifestylez ov da Poor & Dangerous. Apesar de não ter sido muito bem recebido no início devido ao seu caráter lírico, mais tarde viria a tornar-se um dos maiores clássicos da história do hip hop.

## Morte
Em 15 de fevereiro de 1999, Big L foi morto na 45 West 139th Street no Harlem, depois de ter sido baleado nove vezes no rosto e no peito em um tiroteio. Gerard Woodley, um dos amigos de infância de Big L, foi preso três meses depois pelo crime. "É uma boa possibilidade que seja uma retaliação por algo que o irmão de [Big L] fez, ou [Woodley] acreditava que ele tinha feito", disse um porta-voz do Departamento de Polícia da Cidade de Nova York. Woodley foi mais tarde solto controversamente, e o caso de homicídio permanece sem solução.
Big L está enterrado no George Washington Memorial Park em Paramus, Nova Jersey.
Em 24 de junho de 2016, na 139th St. e Lenox Avenue, Woodley, 46, foi baleado na cabeça e mais tarde morreu no Harlem Hospital.

## Discografia
Álbum de estúdio
- 1995: Lifestylez ov da Poor & Dangerous

Álbuns póstumos de estúdio
- 2000: The Big Picture
- 2010: 139 & Lenox
- 2010: Return of the Devil's Son
- 2011: The Danger Zone

Álbuns de compilação
- 1992: Showbiz Presents: Big L & Silky Black
- 1998: Live from Amsterdam
- 2003: Harlem's Finest - A Freestyle History
- 2003: Children of the Corn: The Collector's Edition (with Children of the Corn)
- 2006: The Archives 1996-2000
- 2012: L Corleone